# بدر الطراروه
بدر ناصر سعد الطراروه هو مخرج كويتي أخرج العديد من البرامج الثقافية والمنوعة، وحائز على العديد من الجوائز الذهبية في الإخراج الإذاعي. شارك في العديد من المهرجانات العربية كمحكم ومشرف، ويشغل حاليا وظيفة مدير إدارة البرنامج الثاني والمحطات المحلية في إذاعة دولة الكويت وإذاعة الدولة الكويتية.